# Tamaryna czarnopłaszczowa
Tamaryna czarnopłaszczowa (Saguinus nigricollis) – gatunek ssaka naczelnego z rodziny pazurkowcowatych (Callithrichidae).

## Taksonomia
Gatunek po raz pierwszy zgodnie z zasadami nazewnictwa binominalnego opisał w 1823 roku niemiecki przyrodnik Johann Baptist von Spix nadając mu nazwę Midas nigricollis. Miejsce typowe to obszar niedaleko São Paulo de Olivença, na północnym brzegu rzeki Solimoes, Amazonia, Brazylia. 
Takson umieszczany w rodzaju Leontocebus lub Saguinus; przynależność rodzajowa wymaga dalszych badań. Podgatunek graellsi przez niektóre ujęcia systematyczne traktowany jest jak odrębny gatunek. Spix zebrał pierwotnie pięć osobników (3 dorosłe i 2 młode), do czasów dzisiejszych przetrwały trzy: zamontowana skóra z czaszką w środku dorosłego osobnika (sygnatura RMNH.MAM.39103) ze zbiorów Rijksmuseum van Natuurlijke Historie; oraz zamontowane skóry z czaszkami w środku dorosłego i młodego osobnika (sygnatura ZSM 21) ze zbiorów Zoologische Staatssammlung München.
Autorzy Illustrated Checklist of the Mammals of the World rozpoznają trzy podgatunki. Podstawowe dane taksonomiczne podgatunków (oprócz nominatywnego) przedstawia poniższa tabelka:
| Podgatunek       | Oryginalna nazwa                | Autor i rok opisu          | Miejsce typowe | Holotyp |
| ---------------- | ------------------------------- | -------------------------- | --- | --- |
| S. n. graellsi   | Midas graellsi                  | Jiménez de la Espada, 1870 | Prawy brzeg rzeki Napo, naprzeciw Tarapoto i nad ujściem rzeki Curaray, Peru. | Cztery syntypy zebrane przez autora opisu: skóra i czaszka dorosłego samca (sygnatura BMNH 1925.7.1.2) ze zbiorów Muzeum Historii Naturalnej w Londynie; zamontowana skóra i czaszka dorosłego samca (sygnatura MNCN 643), zamontowana skóra z czaszką w środku osobnika o nieokreślonej płci (sygnatura MNCN 644), skóra z czaszką w środku osobnika o nieokreślonej płci (sygnatura MNCN 867), wszystkie ze zbiorów Museo Nacional de Ciencias Naturales w Madrycie. |
| S. n. hernandezi | Saguinus nigricollis hernandezi | Hershkovitz, 1982          | Rzeka Peneya, mały dopływ rzeki Japurá, wpływający z lewej strony (północnej) około 15 km nad ujściem rzeki Caguán i około 50 km w linii prostej poniżej wioski La Tagua, około 150 m nad poziomem morza, Caquetá, Kolumbia. | Płaska, nieopalana skóra dorosłej samicy (sygnatura FMNH Mammals 123380) ze zbiorów Muzeum Historii Naturalnej w Chicago; okaz zebrany w 1974 roku przez Tsuyoshe Watanabe. |

### Etymologia
- Saguinus: fr. sagouin „pazurczatka”, być może od brazylijskiej, lokalnej nazwy sahui, używanej w okolicach Bahia[19].
- nigricollis: łac. niger „czarny”; nowołac. -collis „-szyjy, -gardły”, od łac. collum „szyja”[20].
- graellsi: prof. dr Mariano de la Paz Graëlls y de la Agüera (1809–1898), kataloński zoolog, geolog, paleontolog[21].
- hernandezi: Jorge Ignacio Hernández-Camacho (1935–2001), kolumbijski teriolog i konserwator przyrody[22][4].

## Zasięg występowania
Tamaryna czarnopłaszczowa występuje w zależności od podgatunku:
- S. nigricollis nigricollis – tamaryna czarnopłaszczowa – brazylijska część Amazonii, północne Peru i prawdopodobnie południowo-wschodnia Kolumbia, między rzeką Putumayo a rzekami Solimões i Napo, na zachód aż do sezonowo zalewanych lasów várzea wzdłuż Tamboryacu.
- S. nigricollis graellsi – tamaryna peruwiańska – południowa Kolumbia, północno-wschodni Ekwador i północne Peru, na południe od górnego biegu rzeki Japurá (na zachód od ujścia Yarí) w Kolumbii, na południe do obu stron górnego biegu Putumayo aż do północnego (lewego) brzegu Napo, rozciągającego się na wschód między Napo i Putumayo aż do sezonowo zalewanych lasów wzdłuż Tamboryacu.
- S. nigricollis hernandezi – tamaryna czarnogrzbieta – południowa Kolumbia, departament Meta, między rzekami Japurá, Caguan i Orteguaza a podstawą wschodnich Andów do rzeki Guayabero.

## Morfologia
Długość ciała 21–25 cm, ogona 31–35 cm; masa ciała 420–500 g.

## Tryb życia
Małpa ta jest typową przedstawicielką rodzaju Saguinus: jest niewielka i ma krótkie, szerokie, słabe lub nawet w ogóle niewyspecjalizowane dłonie z palcami uzbrojonymi w pazury. Sierść pokrywająca koniec jej pyska jest biała, ale skóra pod nią jest ubarwiona, podobnie jak skóra na narządach płciowych. Grupy rodzinne tych tamaryn obejmuje samca, samicę i 1 lub 2 młode. Żyją w ściśle określonym terytorium: samica znakuje gałęzie na granicy takiego rewiru substancjami zapachowymi, wydzielanymi przez gruczoły odbytowe oraz moczem. Podstawowymi składnikami pokarmu są owady, liście i owoce.
Po 140–150 dniach od zapłodnienia samica rodzi 2 młode.

## Status zagrożenia
W Czerwonej księdze gatunków zagrożonych Międzynarodowej Unii Ochrony Przyrody i Jej Zasobów został zaliczony do kategorii LC (ang. least concern ‘najmniejszej troski’).